# Buková (Mezholezy)
Buková je vesnice v okrese Domažlice, kraj Plzeňský, část obce Mezholezy.
Farnost: Kladruby u Stříbra (farnost do roku 2005: Prostiboř, okr. Tachov).

## Historie
Ves je poprvé připomínána k roku 1115 jako majetek kladrubského kláštera. Poddanský vztah zůstal až do roku 1782, kdy byl klášter zrušen.

## Pamětihodnosti
Šestiboká kaple Panny Marie na návsi se zvonicí a cibulovou bání pochází z roku 1801.